# Hampenberg
Hampenberg war eine dänische Band, die von 1998 bis 2002 aktiv war. Sie bestand aus den Produzenten Morten Hampenberg und Thomas Salling sowie dem Sänger Lin Samuelsen. Von 2007 bis 2009 nutzte Morten Hampenberg den Band- bzw. seinen Nachnamen für ein Soloprojekt.

## Diskografie

### Alben
- 1999: Hampenberg
- 2001: Duck Off

### Singles
- 1998: Festival
- 1999: Last Night
- 1999: Grab That Thing
- 2000: Football-Football (Official EURO 2000™ Hit)
- 2000: Dream Love (feat. Ingunn Løberg)
- 2000: With Some Class
- 2001: Ducktoy
- 2001: Salsation
- 2002: Don’t Lie to Me
- 2002: Listen Up